# 塞尔莱 (索恩-卢瓦尔省)
塞尔莱（法語：Serley，法語發音：[sɛʁlɛ]）是法国索恩-卢瓦尔省的一个市镇，属于卢昂区。

## 地理
塞尔莱（46°46'58"N, 5°13'1"E）面积22.6 平方千米，位于法国勃艮第-弗朗什-孔泰大區索恩-卢瓦尔省，该省份为法国中部省份，北起顺时针与科多尔省、汝拉省、安省、罗讷省、卢瓦尔省、阿列省和涅夫勒省接壤。
与塞尔莱接壤的市镇（或旧市镇、城区）包括：拉绍、布昂、梅尔旺、蒙热、圣日耳曼迪布瓦。

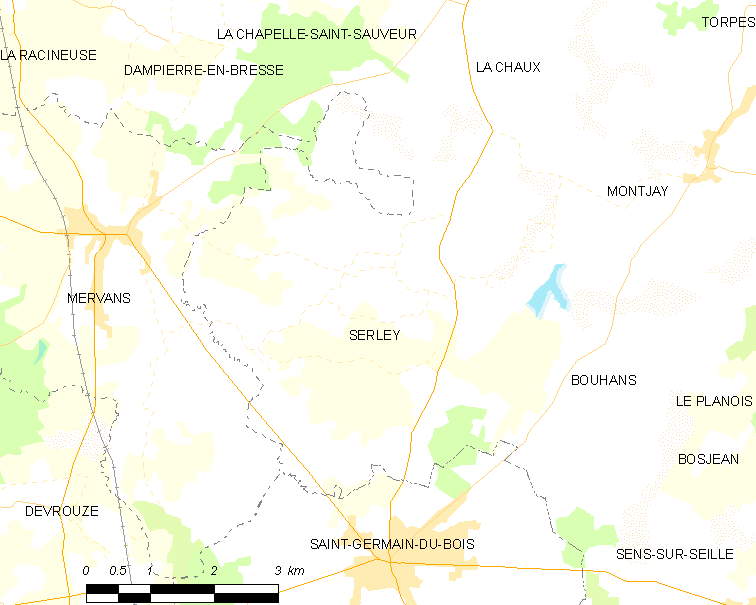
的OSM定位图

塞尔莱的时区为UTC+01:00、UTC+02:00（夏令时）。

## 行政
塞尔莱的邮政编码为71310，INSEE市镇编码为71516。

## 政治
塞尔莱所属的省级选区为皮埃尔德布雷斯县。

## 人口

1962-2008年间人口变化图示

塞尔莱于2022年1月1日时的人口数量为595人。